# Guillermo Molina Ríos
Guillermo Molina Ríos (Ceuta, 16 de març de 1984) és un jugador espanyol de waterpolo.

## Biografia
En el campionat del món de Melbourne 2007 va ser elegit millor jugador del campionat. El 2008 va ser el màxim golejador de la lliga italiana amb 103 punts i va ser triat MVP de la lliga per la premsa italiana. Lliga en la qual va quedar subcampió en perdre la final el Brescia enfront del Pro Recco. El 2009 fitxa pel Pro Recco. El 15 de setembre de 2010, a la seva ciutat natal (Ceuta) s'inaugura el poliesportiu que porta el seu nom: Poliesportiu Guillermo Molina.

## Títols

### En club com a jugador
- Dues Lligues Nacionals (Espanya) (2004, 2005)
- Una Copa del Rei (Espanya) (2003)
- Una Copa LEN (2004)
- Una supercopa d'Europa
- Una copa d'Europa de waterpolo masculí (2010)

### Com a jugador de la selecció espanyola
- Plata al Campionat del Món de Roma 2009
- Bronze al Campionat del Món de Melbourne de 2007
- Bronze al Campionat d'Europa de Belgrad de 2006
- Or en els jocs del Mediterrani de 2005
- Campió del món el 2001 a Fukuoka
- Or en els jocs del Mediterrani de 2001